# مارك سيمبسون
مارك سيمبسون (بالإنجليزية: Mark Simpson)‏ (18 مارس 1966 بشامبورغ في الولايات المتحدة - ) هو مدرب كرة قدم ولاعب كرة قدم أمريكي في مركز حراسة المرمى. شارك مع منتخب الولايات المتحدة الوطني لكرة قدم الصالات. أما مع النوادي، فقد لعب مع دي.سي. يونايتد وOrlando Lions ‏ وBuffalo Blizzard ‏ وشيكاغو باور ‏ وCincinnati Silverbacks ‏ وDayton Dynamo (1988–1995) ‏ وRockford Raptors ‏ وGeneration Adidas ‏.

## وصلات خارجية
- مارك سيمبسون على موقع الدوري الأمريكي (الإنجليزية)
- مارك سيمبسون على موقع قاعدة بيانات كرة القدم.إي يو (الإنجليزية)